# Canta lo romántico de Juan Gabriel
Canta lo romántico de Juan Gabriel o Boleros (como se conoció en España), es el título del 13°. álbum de estudio grabado por la cantante española Rocío Dúrcal, producido por el cantautor mexicano Juan Gabriel creador de todas las letras del álbum, Fue lanzado al mercado bajo el sello discográfico Ariola en 1982. Después de que el cantante mexicano le produjera cinco álbumes de rancheras a Rocío Dúrcal, esta vez deciden grabar boleros  acompañado principalmente por guitarras tocadas por el guitarrista mexicano Benjamín “Chamín” Correa. El tema "Frente a frente", incluido en el álbum, apareció en la serie estadounidense "Los Sopranos" de la cadena HBO en el episodio 9, titulado "Boca" de la primera temporada transmitido el 7 de marzo de 1999. El álbum recibió varios Disco de Oro y Disco de Platino por sus ventas superiores a los 2 000 000 de copias.

## Lista de canciones
- Todas las canciones escritas y compuestas por Juan Gabriel.

|     | Título                   | Autor        | Duración |
| --- | ------------------------ | ------------ | -------- |
| 1.  | Tenías que ser tan cruel | Juan Gabriel | 3:19     |
| 2.  | Frente a frente          | Juan Gabriel | 4:45     |
| 3.  | Yo te perdono            | Juan Gabriel | 3:14     |
| 4.  | El más querido           | Juan Gabriel | 3:26     |
| 5.  | Una oración              | Juan Gabriel | 3:56     |
| 6.  | Tú que fuiste            | Juan Gabriel | 3:36     |
| 7.  | Olvidémonos              | Juan Gabriel | 2:32     |
| 8.  | Solo tuya                | Juan Gabriel | 3:57     |
| 9.  | ¿Por qué fue que te amé? | Juan Gabriel | 4:29     |
| 10. | Cuando te vayas          | Juan Gabriel | 2:47     |

## Certificaciones Obtenidas Por El Álbum[2]

### Certificaciones Por Sencillos
| País   | Canción                    | Certificación   |
| ------ | -------------------------- | --------------- |
| México | "Tenías que ser tan cruel" | 3x Disco de Oro |
| México | "Tu que fuiste"            | 3x Disco de Oro |

### Certificaciones Por Álbum
| País      | Certificación       |
| --------- | ------------------- |
| México    | 2x Disco de Platino |
| México    | 2x Disco de Oro     |
| Venezuela | Disco de oro        |
| España    | Disco de oro        |
| Colombia  | Disco de oro        |

## Créditos
- Voz solista: Rocío Dúrcal.
- Guitarras y arreglos: Benjamín “Chamín” Correa (guitarra).
- Composición, realización y producción: Juan Gabriel.
- Arreglos de cuerdas: Gary Gertzweig.
- Coordinación del proyecto: Lisa Marie.
- Ingenieros: Brian Sttot y Carlos Ceballos.
- Ingenieros asistentes: Karen Siegel y Rick Clifford.
- Grabado en los estudios: Jennifudy Recording Studios. (North Hollywood, California, Estados Unidos) y Estudios Lagab (México).
- Fotografía: Federico Banegas.
- Diseño: Alberto Reyna.
- Discográfica: Ariola International (LP), RCA Records (Casete), BMG Music y Ariola (CD).